# 新格里戈里夫卡 (弗拉季伊夫卡區)
47°49′55″N 30°40′37″E / 47.83194°N 30.67694°E
新格里戈里夫卡（烏克蘭語：Новогригорівка），是烏克蘭的村落，位於該國南部尼古拉耶夫州，由弗拉季伊夫卡區負責管轄，始建於1924年，面積0.36平方公里，2001年人口135，人口密度每平方公里375人。